# 吉伦特河畔巴永
吉伦特河畔巴永（法語：Bayon-sur-Gironde，法語發音：[bajɔ̃ syʁ ʒiʁɔ̃d]）是法国吉伦特省的一个市镇，位于该省北部，吉伦特河右岸。

## 地理
吉伦特河畔巴永（45°3'15"N, 0°36'2"W）面积5.7 平方千米，位于法国新阿基坦大区吉倫特省，该省份为法国西南部沿海省份，是法國本土面积最大的省，北起滨海夏朗德省，西临大西洋，南至朗德省，东南接洛特-加龍省，东临多爾多涅省。
与吉伦特河畔巴永接壤的市镇（或旧市镇、城区）包括：孔普、昂贝斯、马尔戈-康特纳克、戈里亚克、马科、圣瑟兰德布尔、萨莫纳克。
吉伦特河畔巴永的时区为UTC+01:00、UTC+02:00（夏令时）。

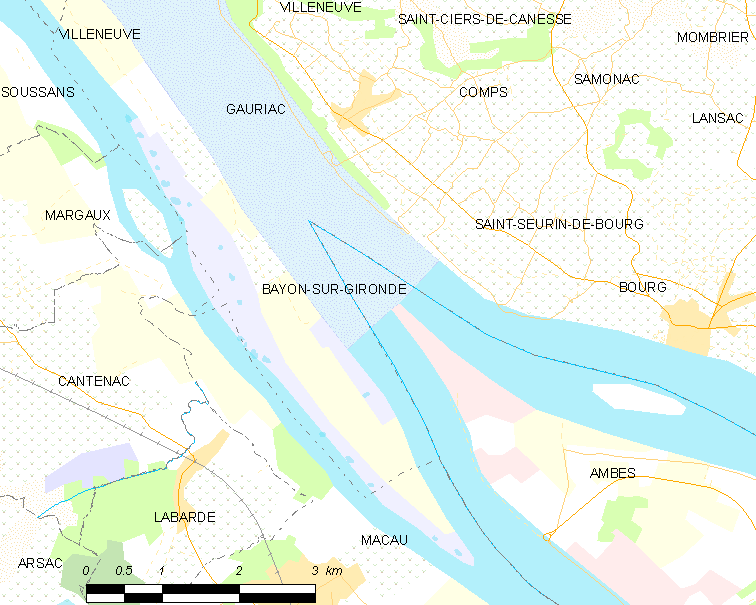
吉伦特河畔巴永的OSM定位图

## 行政
吉伦特河畔巴永的邮政编码为33710，INSEE市镇编码为33035。

## 政治
吉伦特河畔巴永所属的省级选区为河口县。

## 人口

1962-2008年间吉伦特河畔巴永人口变化图示

吉伦特河畔巴永于2022年1月1日时的人口数量为737人。